# ミルヤ・レートネン
ミルヤ・レートネン（Mirja Annikki „Mirkku“ Lehtonen、1942年10月19日 - 2009年8月25日）は、フィンランド、中央スオミ県ウーライネン出身のクロスカントリースキー選手。1960年代に国際大会で活躍した。2009年没。

## プロフィール
レートネンは1962年ノルディックスキー世界選手権で5km、10kmとも5位入賞、リレーでは銅メダルを獲得した。 
1964年インスブルックオリンピックでは10km10位、5kmで銀メダル、リレーで銅メダルを獲得した。
1961年と1963年の2度フィンランドスポーツウーマンオブザイヤー(Finnish Sports Personality of the Year)を受賞した。